# Arken (Kalmar)
Arken, ett numera rivet hus som låg på Spikgatan i Kalmar. Här hade under flera år August Andersson sina anföranden i väckelsens namn. Här hade även Frälsningsarmén sin första lokal i staden. Namnet anspelar på Noas ark som omskrivs i Bibeln.